# Abriès
Abriès (in occitano Abrièrs) è un ex comune francese di 379 abitanti situato nel dipartimento delle Alte Alpi della regione della Provenza-Alpi-Costa Azzurra. Con il 1º gennaio 2019 è stato fuso con il comune di Ristolas formando il nuovo comune di Abriès-Ristolas.
Si trova nel Queyras o valle del Guil; il suo territorio culmina con la Punta Ramiere, sul confine italo-francese.

## Società

### Evoluzione demografica
Abitanti censiti

## Amministrazione

### Gemellaggi
- Prali[3]